# ديفيد ديل ريو
ديفيد ديل ريو (بالإنجليزية: David Del Rio)‏ مواليد 29 سبتمبر 1987 في ميامي، هو ممثل أمريكي بدأ مسيرته الفنية سنة 2006.

## الأعمال
- القانون والنظام: الوحدة الخاصة للضحايا (2008)
- طبقة الصوت المثالية (2012)

## روابط خارجية
- ديفيد ديل ريو على موقع IMDb (الإنجليزية)
- ديفيد ديل ريو على موقع ألو سيني (الفرنسية)
- ديفيد ديل ريو على موقع أول موفي (الإنجليزية)
- ديفيد ديل ريو على موقع كينوبويسك (الروسية)